# Marc-Antoine Parseval
Marc-Antoine Parseval des Chênes (Rosières-aux-Salines, 27 de abril de 1755 — Paris, 16 de agosto de 1836) foi um matemático francês, mais conhecido pelo teorema de Parseval, que previu a unicidade da transformada de Fourier.
Nascido em uma família francesa aristocrática, casou com Ursule Guerillot in 1795, mas logo divorciado. Monarquista opositor da Revolução Francesa, fugiu do país após ser preso em 1792 por Napoleão Bonaparte, por publicar poesia crítica ao regime.
Depois, foi nomeado para a Academia Francesa de ciências cinco vezes, de 1796 até 1828, mas nunca foi eleito. Suas únicas publicações sobre matemática foram cinco artigos, publicados em 1806, denomimados Mémoires présentés à l'Institute des Sciences, Lettres et Arts, par divers savans, es lus dans ses assemblées. Sciences mathématiques et physiques. (Savans étrangers.) Os mesmos continham as monografias:
1. "Mémoire sur les résolution des équations aux différences partielles linéaires du second ordre," (5 de maio de 1798).
2. "Mémoire sur les séries et sur l'integration complète d'une équation aux différences partielles linéaires du second ordre, à coefficents constants," (5 de abril de 1799).
3. "Intégration générale et compléte des équations de la propagation du son, l'air étant considéré avec ses trois dimensions," (5 de julho de 1801).
4. "Intégration générale et complète de deux équations importantes dans la mécanique de fluides," (16 de agosto de 1803).
5. "Méthode génerale pour sommer, par le moyen des intégrales définies, la suite donnée par le théoréme de M. Lagrange, au moyen de laquelle il trouve une valeur qui satisfait à une équation algébrique ou transcendente," (7 de maio de 1804).

Foi na segunda, 1799, em que estabeleceu, mas não provou (alegando ser óbvio), o teorema que leva seu nome. Depois o expandiu em seu artigo de 1801, e usou-o para resolver várias equações diferenciais. O teorema foi impresso pela primeira vez em 1800, como parte (pag. 377) de Traité des différences et des séries de Lacroix.